# Isolde Ahlgrimm
Isolde Ahlgrimm  (* 31. Juli 1914 in Wien; † 11. Oktober 1995 ebenda) war eine österreichische Cembalistin.

## Leben
Isolde Ahlgrimm, deren Bruder der Komponist Hans Ahlgrimm war, war Absolventin im Fach Klavier und später Professorin für Cembalo am Mozarteum in Salzburg sowie der Universität für Musik und darstellende Kunst Wien. Sie gab Meisterkurse in den USA und war regelmäßige Teilnehmerin an den Bachfesten in Leipzig. Zu ihren Schülern zählt u. a. Peter Watchorn.
Ab 1935 widmete sie sich der historischen Aufführungspraxis und entwickelte eine Gegenphilosophie zu ihrer Zeitgenossin Wanda Landowska, die technische Weiterentwicklungen des Cembalos förderte.
Ahlgrimm lehnte Cembali in Rastenbauweise mit Pedalregistrierung zur Wiedergabe von Werken des 17. und 18. Jahrhunderts ab und ließ sich von der Firma Ammer bereits in den 1930er Jahren ein an die historische Bauweise angelehntes Instrument bauen. Für die Wiedergabe von Orgelwerken sowie Johann Sebastian Bachs Kunst der Fuge kam zusätzlich ein Pedalcembalo zum Einsatz. Ahlgrimm spielte sämtliche Werke auch noch im hohen Alter grundsätzlich auswendig.
Richard Strauss war ihr freundschaftlich verbunden, betraute sie bei der Wiener Erstaufführung mit dem Cembalopart in seiner Oper Capriccio, ermutigte sie sodann, die Tanzsätze in ihren Konzerten aufzuführen und komponierte zu ihrer alleinigen Verwendung einen Konzertschluss (das Werk wurde mittlerweile bei Schott-Mainz veröffentlicht).
Ab 1937 veranstaltete sie gemeinsam mit ihrem Ehemann Erich Fiala (1911–1978), einem Sammler von Amati-Geigen, Konzerte auf Originalinstrumenten. Diese Concerte für Kenner und Liebhaber wurden bis 1957 weitergeführt. Sowohl die Verwendung historischer Instrumente, wie auch eine historische Aufführungspraxis waren wegweisend für ein neues Verständnis der Barockmusik. In dieser Hinsicht darf Isolde Ahlgrimm als Vorreiterin von Nikolaus Harnoncourt und Eduard Melkus gelten, mit dem sie um 1955 die Sonaten für Viola da Gamba und obligates Cembalo sowie Das musikalische Opfer von J. S. Bach auf Schallplatten einspielte.

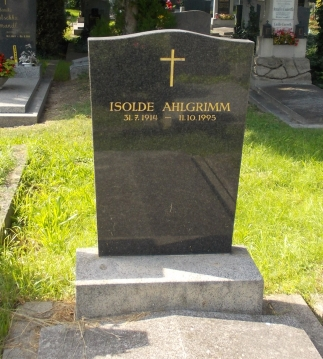
Grabstätte von Isolde Ahlgrimm

Sie begann ab 1937 einen Wiener Hammerflügel von Rosenberger in ihren Konzerte zu verwenden. Im Mozart-Jahr 1956 führte sie sämtliche Klavierwerke Mozarts auf einem historischen Hammerflügel innerhalb ihrer Konzertreihe auf.
Ab 1954 begann bei Philips die erste Gesamtaufnahme sämtlicher Werke für Cembalo von J.S.Bach. 2016 beginnt die Nachfolgefirma von Philips, Universal, mit einer Neuausgabe der historischen Aufnahmen.
Weitere Schallplatteneinspielungen waren:
Sämtliche Suiten von G. F. Händel, Variationen (Poglietti, Frescobaldi, C. Ph. E. Bach, Couperin etc.), Cembalomusik aus Wien (Fux, Froberger, Poglietti), Cembalokonzerte von J. S. Bach mit dem Amati-Orchester unter Erich Fiala sowie Konzerte für 2, 3 und 4 Cembali (mit Hans Pischner, Zuzana Růžičková und Robert Veyron-Lacroix; Staatskapelle Dresden unter Kurt Redel).
Isolde Ahlgrimm starb im Oktober 1995 im  Alter von 81 Jahren. Sie wurde am Wiener Zentralfriedhof (Gr. 87B, R. 22, Nr. 47) bestattet.

## Schriften
- Beethoven Almanach 1970. München 1970.
- Zur heutigen Aufführungspraxis der Barockmusik, in: Organa Austriace, Band II, Braumüller, Wien 1979.
- Ornamentik der Musik für Tasteninstrumente, Akademische Druck und Verlagsanstalt Graz, 2005, herausgegeben von Helga Scholz